# Gérald Passi
Gérald Passi (Albi, 21 de janeiro de 1964) é um ex-futebolista profissional francês que atuava como meia.

## Carreira

### Liga Francesa
Gérald Passi começou sua carreira no Montpellier HSC em 1981 e atuou por quatro clubes franceses até 1994, sempre na Ligue 1.

### Nagoya Grampus Eight
Passi em fim de carreira no ano de 1995, foi atuar na nova J-League, pelo Grampus Eight fez uma temporada completa com 25 jogos e 3 gols, muito querido no clube. Passi foi um dos pioneiros futebolistas franceses no Japão.